# Козин (Мироновский район)
Кози́н (укр. Кози́н) — село, входит в Мироновский район Киевской области Украины.
Население по переписи 2001 года составляло 1304 человека. Почтовый индекс — 08851. Телефонный код — 4574. Занимает площадь 29,36 км². Код КОАТУУ — 3222983301.

## Местный совет
08851, Київська обл., Миронівський р-н, с.Козин, вул.Бесарабівка,80

## История
В XIX веке село Козин было волостным центром Козинской волости Каневского уезда Киевской губернии. В селе была Михайловская церковь. Священнослужители Михайловской церкви :
- 1797-1802 - священник Гавриил Степанович Абрамович
- 1799-1819 - священник Петр Иванович Рымаревский
- 1819-1823 - священник Петр Антонович Мшанецкий
- 1819-1823 - дьячок Евдоким Яковлевич Новомлинский
- 1819-1823 - пономарь Даниил Петрович Терешкевич
- 1823 - священник Григорий Яковлевич Рибчевский
- 1892 - священник Семен Афанасьевич Рябчинский

## Известные уроженцы
- Жигайлов, Николай Николаевич (1905—1971) — советский военный времен Великой Отечественной войны, генерал-майор.